# Districtul Szob
Szob (în maghiară Szobi járás) este un district în județul Pest, Ungaria.
Districtul are o suprafață de 438,32 km2 și o populație de 24.487 locuitori (2013).